# Piabuna nanna
Piabuna nanna är en spindelart som beskrevs av Chamberlin och Ivie 1933. Piabuna nanna ingår i släktet Piabuna och familjen flinkspindlar. Inga underarter finns listade i Catalogue of Life.